# Vydra říční
Vydra říční (Lutra lutra) nebo také vydra evropská je jediným druhem vydry vyskytujícím se na území České republiky. Druh popsal švédský přírodovědec Carl Linné v roce 1758. Jedná se o lasicovitou semi-akvatickou šelmu (obývá vodní i suchozemské prostředí) náležící do rodu Lutra (vydra). Bylo popsáno několik poddruhů, ale o existenci některých z nich se vedou spory. Vydra říční je široce rozšířena v Evropě, na velkém území Asie a v některých oblastech severní Afriky. Obývá oblasti do nadmořské výšky 2000 metrů (vzácněji i vyšší). K životu potřebuje rozlehlé a čisté vodní toky, které jsou bohaté na potravu a hustě zarostlé okolní vegetací.
Vydra říční má tělo dlouhé přibližně 90 až 135 cm (bez ocasu 55 až 90 cm) a dosahuje hmotnosti 3 až 15 kg. Dlouhé a štíhlé tělo je vybaveno krátkými končetinami a zploštělým ocasem, pomocí kterého může kormidlovat při plavání. Má krátkou, lesklou, na hřbetní straně kávově hnědou srst, na spodku světlejší. Druh může žít samotářsky nebo v rodinných skupinách. Živí se hlavně rybami, pokud však nejsou k dispozici, nepohrdne ani jinou potravou. Reprodukce probíhá sezónně, často nezávisle na období. Samici se rodí obvykle dvě mláďata, která jsou odstavena po jednom roce. Od dvou let již mohou sama zplodit potomstvo.
Červený seznam IUCN na základě poslední studie z roku 2015 uvádí, že se z globálního hlediska jedná o téměř ohrožený druh a populace je hodnocena jako ubývající. V minulosti (ve 20. století) docházelo k výrazným ztrátám vinou člověka. V České republice je zvláště chráněna jako silně ohrožený druh. Podle posledního sčítání z roku 2017 se v Česku vyskytuje něco přes 4000 vyder.

## Výskyt a početnost
Všeobecně je rozšířená v Evropě (rovněž v Česku a na Slovensku), v Asii (až v Japonsku, kde je však nejspíše vyhynulá, a na Sundských ostrovech) a směrem na jih zasahuje až do severní Afriky. Žije poblíž stojatých i tekoucích vod (což zahrnuje řeky, průplavy, rybníky, jezera, potoky, močály nebo rýžová pole) do nadmořské výšky 2000 metrů, ale také v horských oblastech, například v Tibetu, v nadmořské výšce až 4120 metrů. K životu potřebuje rozlehlé a čisté vodní prostředí se zarostlými břehy, které je rovněž bohaté na potravní zdroje. Vydru říční lze nalézt i v mořích, kde obývá pobřežní oblasti, vždy má však pravidelný přístup k sladké vodě, tedy k ústím řek. Na západní polokouli žije její příbuzná vydra severoamerická (kanadská), které se v mnoha ohledech podobá.
Přestože jsou vydry stále velmi početné (z globálního hlediska), v Evropě, ale i v Asii došlo k jejich značnému úbytku (viz Ohrožení a ochrana). Již stabilní nebo obnovující se populace můžeme nalézt v Británii, Dánsku, Francii, Německu, na severozápadě Řecka, v Itálii, Portugalsku, Španělsku, Slovensku (zdá se, že již také v Česku) a Švédsku. Množí se též v některých kritických oblastech Nizozemska a Švýcarska, kam byla znovu vysazena. Populace naopak stále klesá v Izraeli nebo Gruzii, přičemž některé další oblasti nejsou prozkoumány.

### Výskyt vČesku
Můžeme ji pravděpodobně zastihnout kdekoliv na vhodných tocích, ale nejhojněji se vyskytuje na Plzeňsku, Šumavě, jihočeské pánvi na Českomoravské vrchovině, vzácněji pak na Ohři, v severozápadních Čechách nebo na Dyji. V poslední době byl potvrzen rovněž výskyt v Českém Švýcarsku. Další výskyt byl údajně potvrzen na dolním toku Vltavy, v Dole u Libčic.[zdroj?] Výskyt vydry byl též potvrzen na řece Dřevnici a jejích přítocích. Od roku 2016 obývají většinu našeho území, hustoty se však v jednotlivých oblastech liší dle potravní hojnosti.
V 70. letech 20. století přežívalo na území ČR pouze okolo 170 vyder. V roce 2000 odhadem už 700 až 800 vyder. K roku 2010 žilo v Česku pravděpodobně více než 2000 jedinců a počet stále stoupal. Od roku 2017 se na českém území vyskytuje již více než 4000 vyder, ale detailní pozorování z let 2011 až 2016 ukazuje na lokální pokles – ve východních Čechách, pravděpodobně způsobený obdobím sucha. Vzhledem k teplým zimám a nedostatku sněhu a ledu bylo sčítání ze strany pracovníků ochrany přírody nedostatečné.[zdroj?] Počty ani v Polabí a ve východních Čechách pravděpodobně neklesají, ale spíše stoupají.[zdroj?] Vydra jako každý jiný živočich se dokáže přizpůsobit změněným podmínkám.[zdroj?] Po jednání na konferenci Vlk a Vydra uskutečněném v Hradci Králové 27. 2. 2020 žije v Česku odhadem 7000–8000 jedinců.[zdroj?] Podobná čísla uvádělo Ministerstvo zemědělství na rok 2016 (přesně 8256 jedinců společně s mláďaty), jednalo se však o poměrně nepřesnou analýzu.

### Poddruhy
Poddruhů se dle různých pramenů rozeznává 10 (Davis, 1978), 7–28 (Larivière a Jennings, 2009) nebo 12 (Wozencraft, 2005; Romanowski et al., 2010), a to na základě toho, kde které vydry žijí. Taxonomie je však stále neujasněná a existence některých z nich bývá zpochybněna.

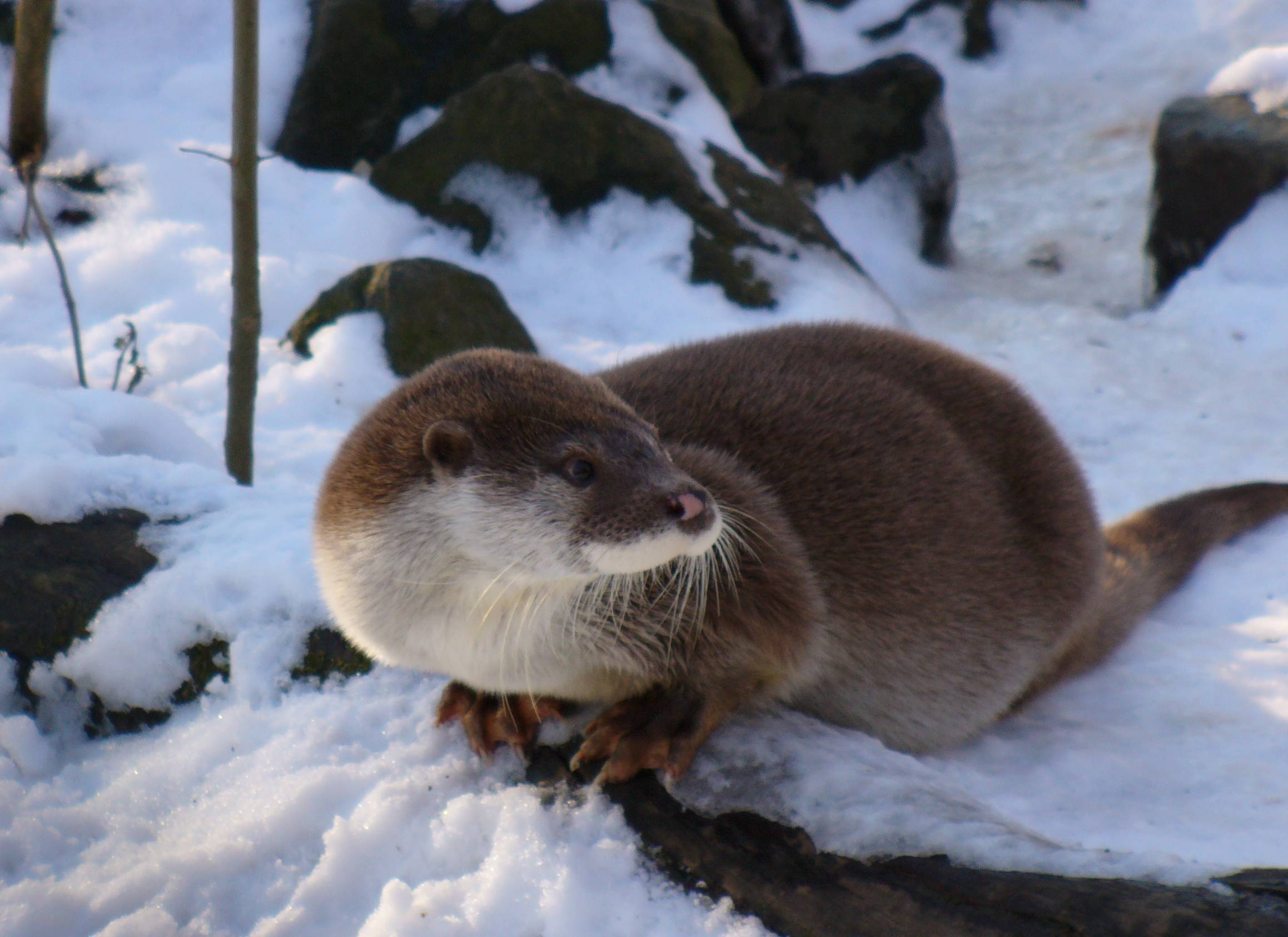
Vydra říční v zimě

## Fyzické vlastnosti

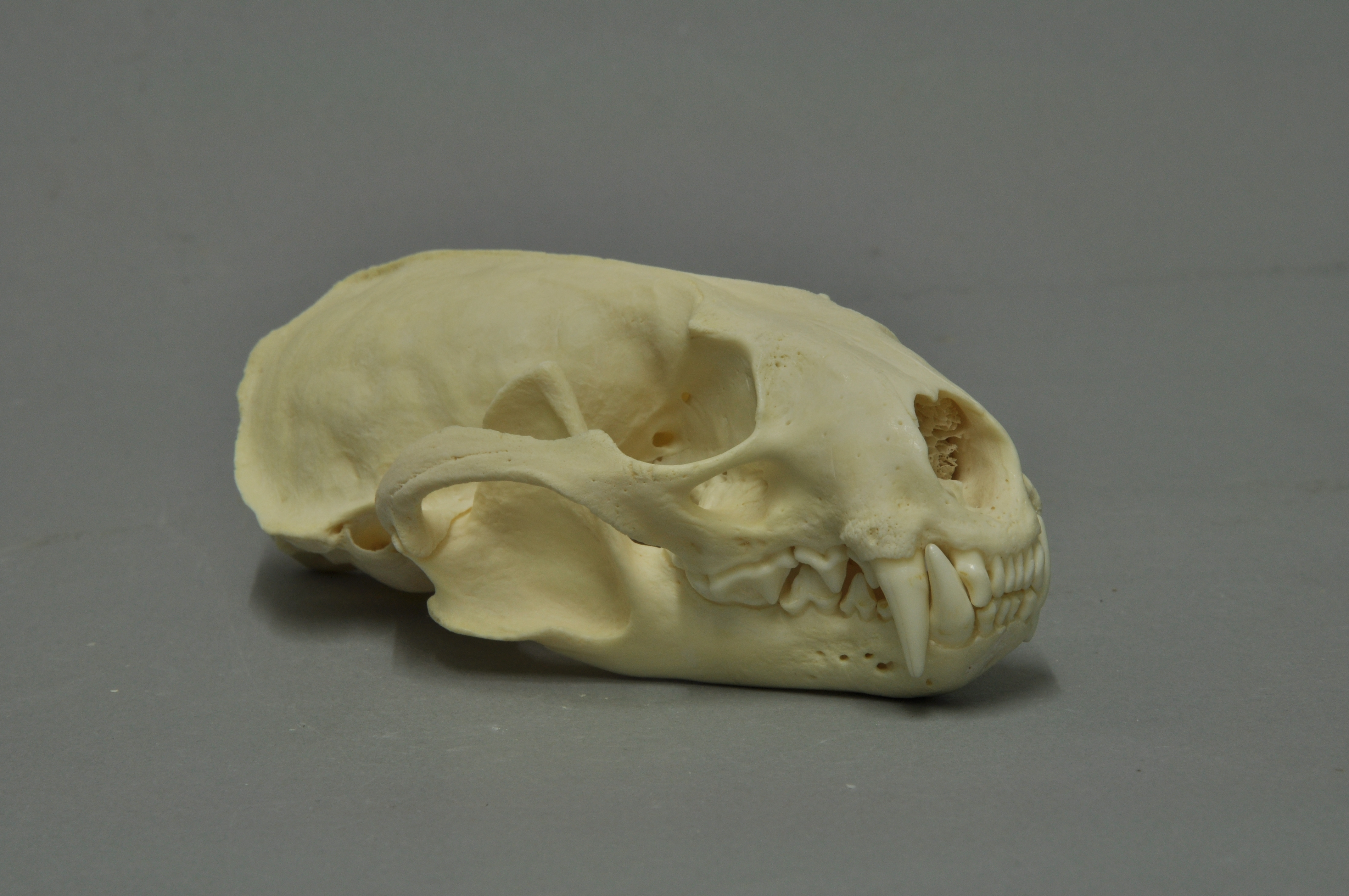
Lebka vydry říční

Vydra říční dosahuje celkové délky 90–135 cm (výjimečně až 150 cm), délky těla 55–90 cm, ocasu 25–55 cm a váhy cca 3–15 kg (obzvlášť zdatní jedinci patrně i více než 20 kg). V kohoutku měří 25–30 cm. Pohlaví se od sebe zbarvením neliší a pohlavní dimorfismus je zpravidla nevýrazný, samci jsou pouze o něco málo robustnější (větší a těžší), ale někteří mohou být až o polovinu větší než samice (více viz tabulka).
|                | Samec                  | Samice               |
| -------------- | ---------------------- | -------------------- |
| Celková délka: | 100–135 cm             | 90–125 cm            |
| Délka těla:    | 60–85 cm / 60–90 cm    | 55–80 cm / 59–70 cm  |
| Délka ocasu:   | 40–50 cm / 36–47 cm    | 35–45 cm / 35–42 cm  |
| Hmotnost:      | 7–12 kg / 5,45–11,4 kg | 4–8 kg / 3,36–7,6 kg |

Vydra říční je velká lasicovitá semi-akvatická šelma (jako stanoviště využívá kombinaci vodního a suchozemského prostředí) s protáhlým, štíhlým tělem a malou zploštělou hlavou. Kondylobazální část lebky (mezičelist až týlní výběžky) dospělého samce je průměrně dlouhá 117,4 mm, u dospělé samice 109,6 mm. Zubní vzorec dospělé vydry vypadá následovně: I 3/3, C 1/1, P 4/3, M 1/2, celkem 36 ostrých zubů. Jak vydra roste, s každým rokem se vytváří tenké přírůstkové linie v cementu zubů, díky kterým se může určit stáří zvířete. Krk je nevýrazný. Krátké pětiprsté končetiny má opatřeny tuhou plovací blánou, jež je patrná i na stopách otisknutých v blátě. Přední stopa je dlouhá do 7 cm, zadní až 9 cm. Malé, ale poměrné silné nohy jsou vhodné k plavání a obratnému potápění, měří asi 11–13,5 cm. Ocas je hustě porostlý, svalnatý, relativně pružný a ke konci zúžený. Boltce jsou ukryté v srsti a nosní a ušní otvory vybaveny kožními záhyby, které vydře umožňují je při ponoru zcela uzavřít. Ze všech kunovitých (lasicovitých) šelem je vydra nejlépe přizpůsobená k životu ve vodě. Ačkoli v ní tráví většinu času, není jako jeden z mála živočichů vybavena tukovou vrstvou. Ve srovnání s jinými savci má vydra říční poměrně vysoký metabolický výdej; na souši má klidovou metabolickou rychlost 4,1 w/kg (o 38–48 % vyšší než podobně velcí suchozemští savci), ve vodě pak 6,1 w/kg.
Má krátkou, lesklou, na hřbetní straně kávově hnědou srst, na spodku a kolem tlamy světlejší, která nepropouští vodu. Pod vodou se zdá být její tělo stříbřité, díky vzduchovým bublinám uchycených v srsti. Na jednom centimetru čtverečním kůže jí roste až 50 000 chlupů (možná dokonce až 70 000). Celé tělo je tak pokryto asi 150–200 miliony chlupů, a právě kvůli svému „bohatému“ kožichu je vyhledávaným cílem v oboru kožešnictví. Díky této kožešině dokáže žít i v chladnější vodách, v zimě ji nevadí ani téměř nulové teploty. Navzdory sezónním změnám je složení srsti neustále stejné. Udržuje si průměrnou tělesnou teplotu 38,1 °C, v rozmezí od 35,9 °C do 40,4 °C. Vstoupí-li do studené vody, za celou hodinu se její tělo ochladí o pouhých 2,3 °C.

## Chování a životní prostředí

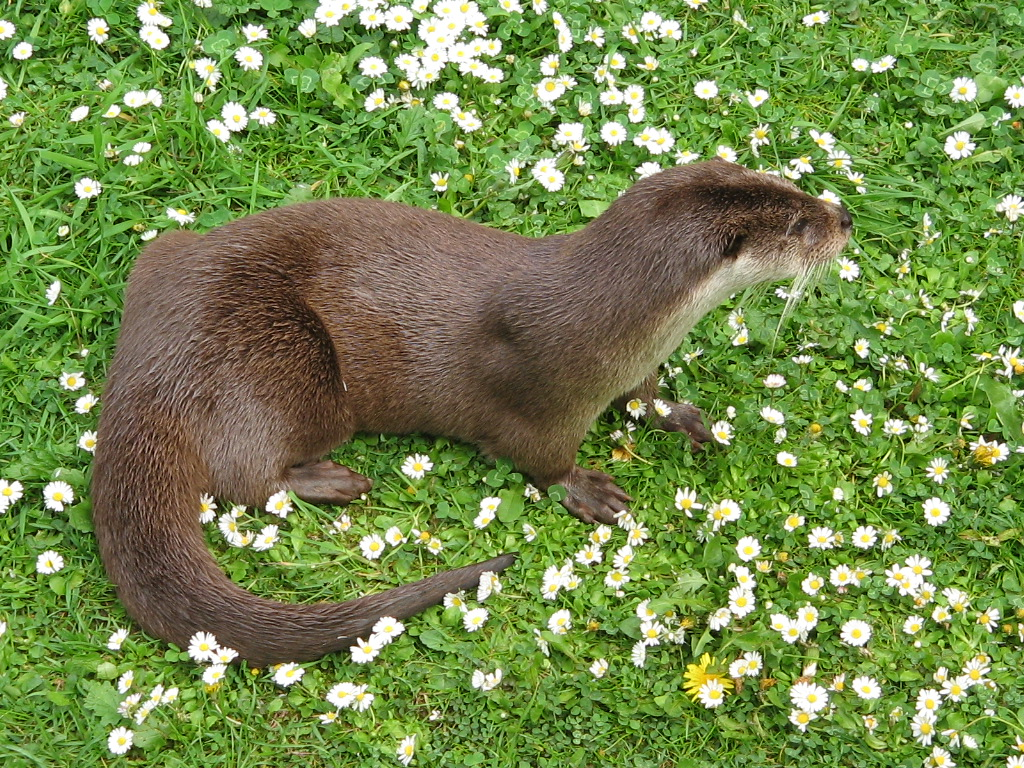
Vydra říční v trávě

Vydra říční žije po většinu roku samotářským způsobem života, obzvláště samec. Aktivně se shledávají pouze v období námluv. Rodinné skupinky tvoří jedině samice s mláďaty o které se stará sama. Sociální skupiny se zpravidla netvoří, výjimečně snad z nedostatku potravy, kdy se na jenom místě může shromáždit a společně kooperovat vícero jedinců.

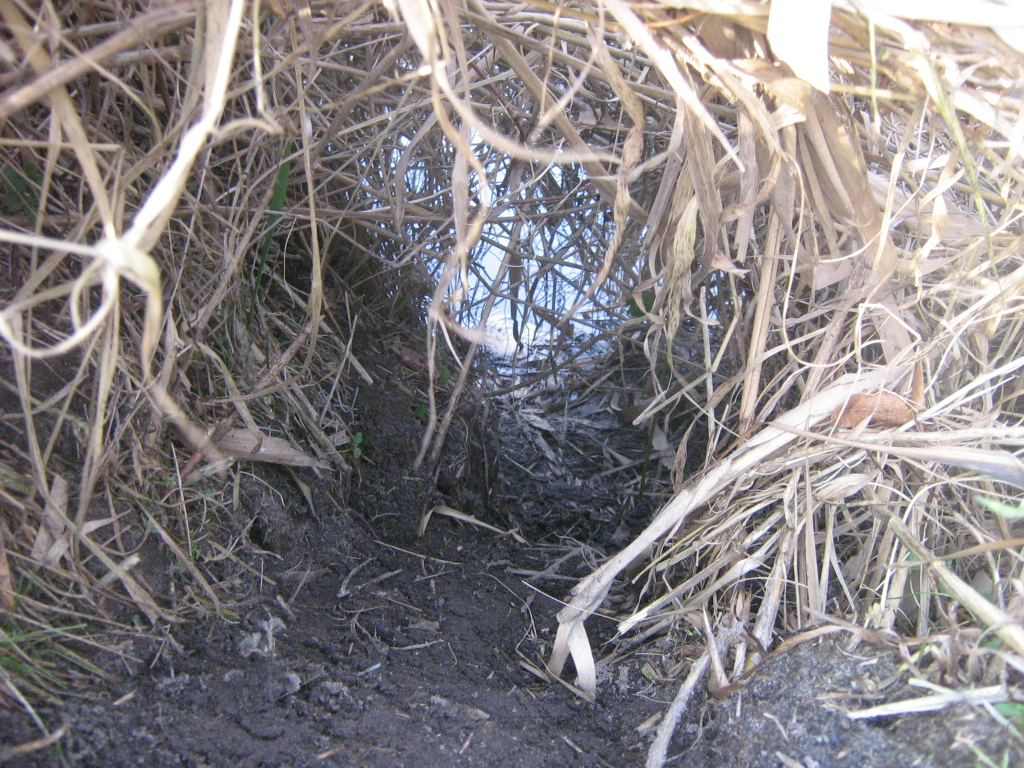
Vydří nora

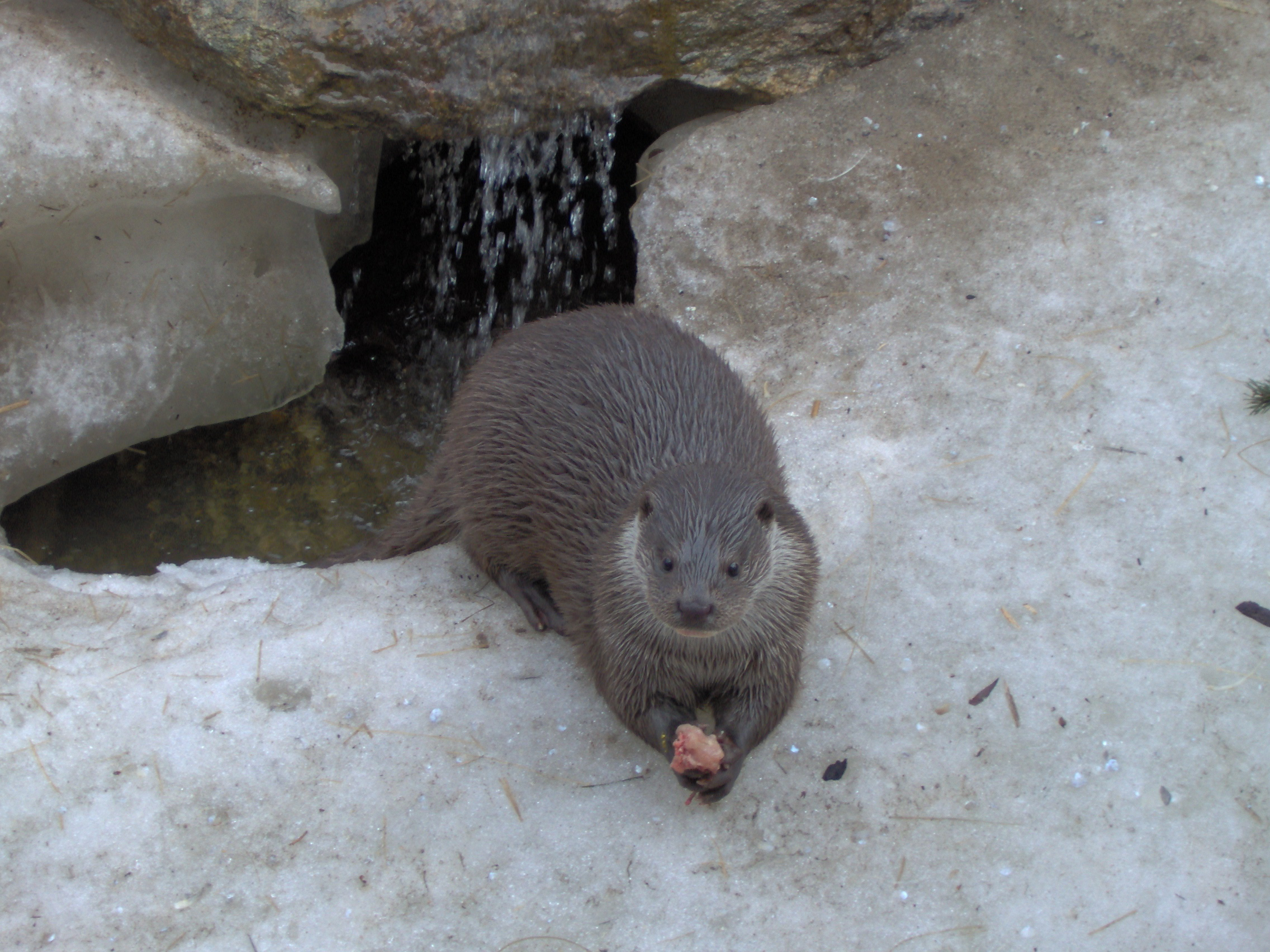
Vydra říční při krmení

Samec je vysoce teritoriální, lovný revír zaujímá až 30 km vodního toku. Velikost teritoria je značně proměnlivá, přičemž záleží na hojnosti potravy, kvalitě vodních toků a samotné rozloze řek. Své teritorium si střeží proti jedincům stejného pohlaví, což nám často umožňuje zaznamenat, že se dvě rozdílná teritoria jedinců různého pohlaví překrývají. Samice je mírnější a její území bývá znatelně menší. Vydra si hranici svého teritoria značí trusem; mastný, sladce páchnoucí, černohnědý a až 10 cm dlouhý exkrement protáhlého tvaru se zbytky rybích šupin nebo kůstek. Pomocí výkalů také s jinými vydrami komunikuje, trus slouží jako jakási vizitka – signalizuje přítomnost (nárokuje si území), pohlaví nebo třeba pohlavní zralost. Mimo toho se dorozumívají taktéž močí, výměšky análních žláz nebo zvuky (obvykle pískáním, vrčením či kňučením). Mladí samci většinou žádné revíry nemají a putují mezi cizími. Vyhýbají se ale těm, kde žijí samice s mláďaty. Během jedné noci urazí vydra i více než 10 km.
Vyhrabává si poměrně dlouhou noru (jedno teritorium obsahuje asi 15–20 nor) s doupětem v hlinitých březích nebo pod kořeny stromů, přičemž do ni bývá často vchod pod vodní hladinou, čímž se stává nepřístupnějším pro mnoho potenciálních predátorů. Jindy zabere cizí noru, po jezevci, králíkovi nebo lišce. V nepříznivých podmínkách (např. je-li větší mráz) z nory vyleze jen zřídka. Občas se ale při svých potulkách dostává poměrně daleko od vody. Nejvyšší aktivitou srší asi na jaře, nebo na podzim, kdy se toulá po širokém okolí. Nejčilejší je po setmění, tedy za soumraku a v noci, kdy dokáže urazit velkou vzdálenost po souši. Často přitom umírá na silnicích, kde dochází k střetům s motorovými vozidly. Sběr uhynulých jedinců na území České republiky dokládá, že nejvíce vyder je nacházeno právě na silnicích; z celkových 503 nalezených jedinců 81 % zahynulo kvůli střetům s auty.
Vydra říční je skvělý plavec a potápěč. Pod vodou vydrží déle než 5 minut (pravděpodobně až 7 nebo 8 minut), ale obvykle se vynoří během jedné minuty. Uplavat zvládne až 400 metrů bez jediného nadechnutí a při výpadu se pohybuje rychlostí 7 až 15 km/h, obvykle však plave rychlostí 2,2–5,4 km/h. Takového výkonu dosáhne díky hadovitým pohybům těla. Ponořit se dokáže do hloubky 9–10 metrů (případně až 15 metrů), ale obvykle ji lze spatřit v hloubce 0–3 metry. Loví-li potravu, pohybuje se leckdy poměrně daleko od břehu, obvykle však do 50 metrů. Protože má vydra plochou hlavu, jsou nozdry, uši a oči umístěny v jedné linii a při plavání tak využívá všech smyslů současně. I díky tomu jí stačí vystrčit jen malý kousek hlavy, aby zjistila, co se děje nad hladinou. Vybavena je navíc citlivými hmatovými vousky (tzv. vibrisy), a to nejen okolo čenichu, ale též nad očima a na krku. Problém jí tak nedělá zorientovat se v kalné vodě, nebo při prolézání nor.

### Potrava
Vydra říční je masožravec. Živí se především vodními živočichy, zvláště pak rybami (až z 80 %) např. z čeledi treskovití, vrankovití, mečítkovití, lososovití, úhořovití, kaprovití nebo slimulovití (mořské druhy), obvykle ve velikosti 10–15 cm, nebo 20–30 cm. Dokáže se však zmocnit i větších kusů, např. v jižních Čechách lovila kapry o velikosti 30–68 cm a hmotnosti až 11 kg. Dále se živí také korýši (kraby, raky), měkkýši (škeblemi), obojživelníky (žábami), drobnými savci (králíky, hraboši, myšmi, ondatrami), mladými vodními ptáky a jejich vejci, červy, větším hmyzem a případně i vegetací. Tento širší výběr potravy se z velké části překrývá s tou, jakou se živí třeba norci, přesto mezi nimi větší konkurence nevzniká. Struktura jídelníčku se může lišit v závislosti na tom, o jakou vydří subpopulaci se jedná, případně též v důsledku sezónních změn.
Na lov se vydává především za soumraku či při úplné tmě v noci. Mívá velký lovný revír. Zdá se, že se při výběru potravy soustředí na hojnost té či oné kořisti. Přednost dává také té, která se pomaleji pohybuje (tzv. plevelné ryby). Často se vydra živí i nemocnými jedinci, čímž je užitečná. Za jeden den zkonzumuje vydra říční až jeden kilogram potravy (odpovídá přibližně 15 % hmotnosti těla), za týden tedy asi 4–7 kg ryb; pro dobrou tělesnou kondici by měla denně ulovit nejméně 0,4 kg potravy, ideálně 0,9 kg a v zimním období až 1,5 kg potravy. Menší kořist spořádá ihned ve vodě, zatímco s větším úlovkem se odebere na souš. Menší ryby požírá celé, u větší nepozře obyčejně hlavu a hřbetní ploutev.

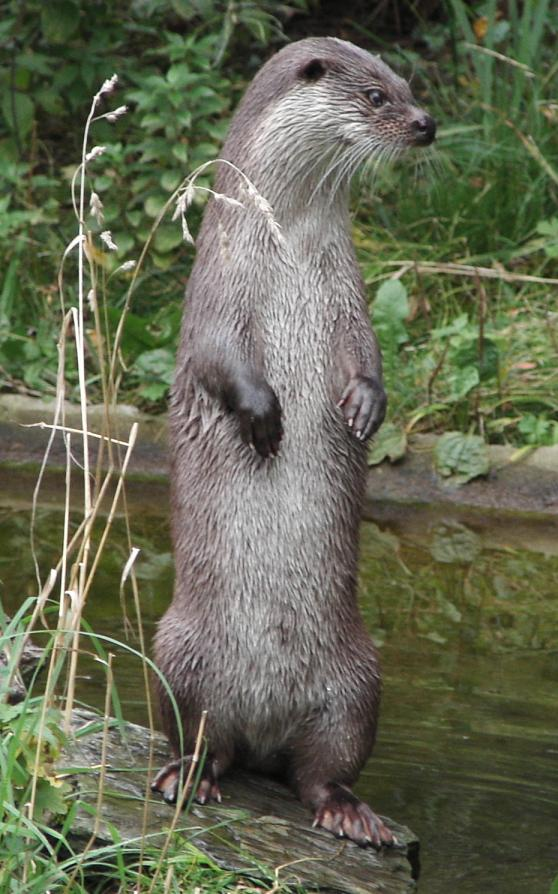
Vzpřímená vydra říční

### Rozmnožování, věk
Období rozmnožování probíhá asi nejčastěji od února do července, ale dojít k němu může prakticky kdykoli během celého roku. Mláďata se rodí nejčastěji v dubnu až květnu (příhodně v době, kdy je největší hojnost potravy), nebo mezi srpnem a listopadem – v severní Evropě obvykle v létě a na začátku podzimu, v jižní Evropě v zimě nebo na jaře.
Samci se sdružují se samicemi a společně i loví. K páření obvykle dochází ve vodě a k aktu opakovaně po dobu 2–3 dnů. Délka březosti je značně proměnlivá, trvá přibližně 60 dní (± 3 dny), nebo 61–74 dní. Pokud se samice páří později, může dojít k utajené březosti. Její délka je proměnlivá, může se jednat až o 9–12 měsíců a mláďata se rodí kdykoli během roku. V jednom vrhu bývá jedno až pět mláďat (většinou dvě až tři, nebo maximálně dvě). S věkem matky roste i počet potomků. Rodí se v noře a jsou slepá, bezzubá a porostlá jen jemnou šedou srstí. Měří 12–15 cm a váží okolo 99–122 gramů. Poznat je lze podle typického skučení. První dny jsou velmi zranitelná a matka je proto udržuje v teple. Oči se jim otevírají po 30–35 dnech, při hmotnosti 700–800 g. Kojena jsou asi 10 týdnů (cca dva až tři měsíce) a poté se už odváží do vody, kde se postupně učí plavat a lovit. V tomto období dosahují hmotnosti 1075–1250 g. Drží se u matky nejméně 5–6 měsíců, ale nezřídka až jeden rok (9–12 měsíců) – zůstávají s ní celý podzim a zimu a s příchodem jara se osamostatní. Pohlavní zralosti dosahují ve druhém, třetím, nebo až čtvrtém roce života.

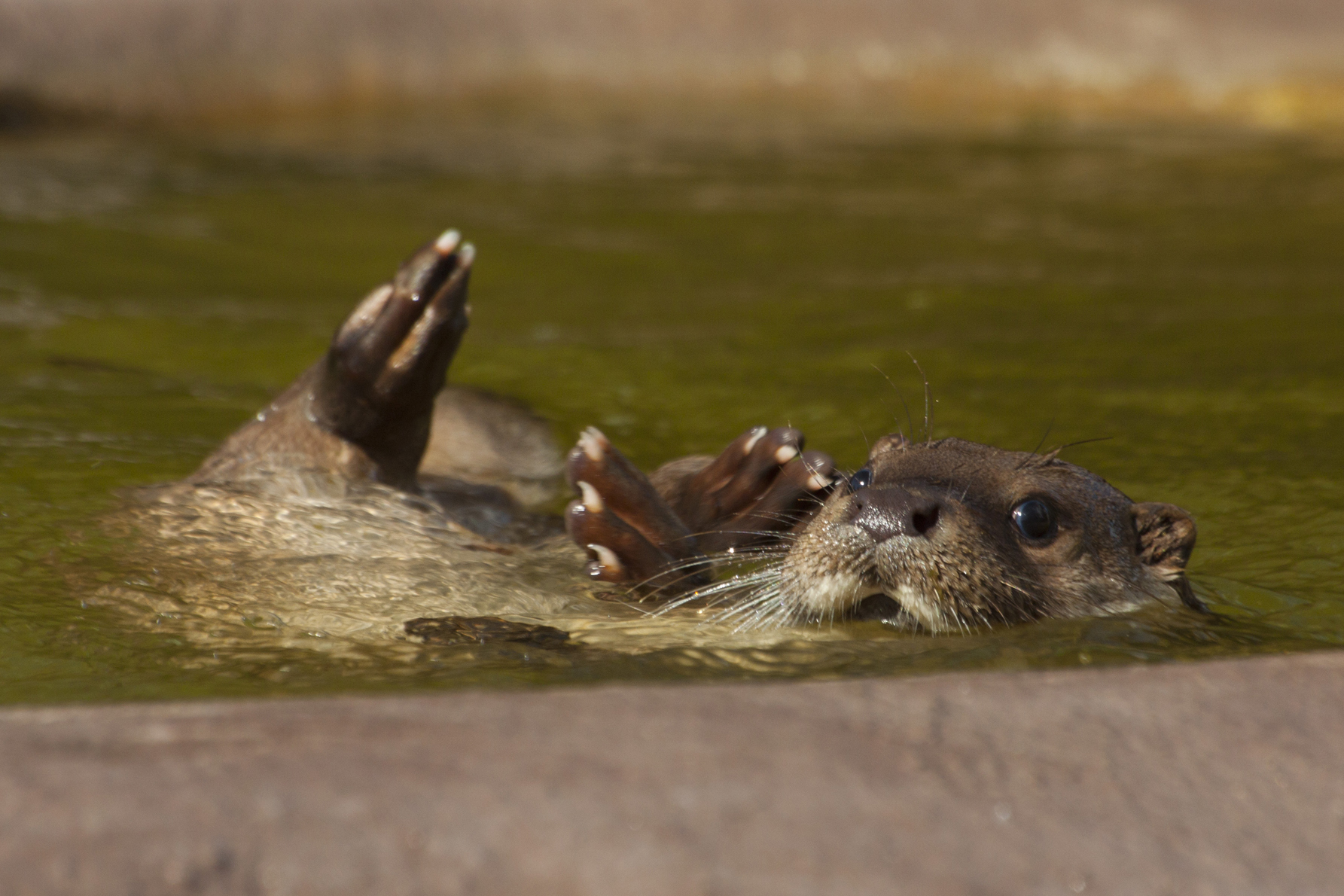
Vydra říční se dá v mládí poměrně snadno ochočit. V zajetí se může dožít i více než 20 let

Dožít se může i více než 20 let (vyššího věku hlavně v zajetí). V přírodě asi 12–16 let. Někteří autoři uvádí, že se v divočině dožívá jen velmi skrovného věku, průměrně asi kolem 5 let, avšak nalézt nebo odchytit se podaří hlavně mladé nezkušené jedince, čímž je průměrný věk zkreslený. Také je třeba počítat s tím, že se druh vykazuje poměrně vysokou úmrtností; asi 42 % mláďat přežije první rok života, 33 % druhý rok života a jen 25 % vyder žije déle než dva roky. Na území České republiky se vydry dožívají v průměru 3,5 let (nejstaršímu zkoumanému samci bylo 15 let, zkoumané samici 13 let), jak ukázala výsledná analýza u 179 uhynulých jedinců.

### Přirození predátoři
Dospělé vydry nemají, minimálně v Evropě, prakticky žádného přirozeného nepřítele. Většinou se nacházejí na vrcholku potravního řetězce. Jedinou hrozbou se zdá být člověk, který do jejich života zasahuje jednak úmyslně (lovem pro kožešinu či honem kvůli případné škodě na hospodářství), ale i neúmyslně (znečišťováním vod, fragmentací stanovišť, nebo náhodnými odchyty do rybářských sítí).

## Ohrožení a ochrana
Roku 1891 bylo na Jubilejní zemské výstavě o lovu vyder a prezentováno heslo „smrt vydrám“.
Během 20. století byl v některých lokalitách jejího areálu rozšíření zaznamenán až drastický pokles volně žijících vyder kvůli jejich náchylnosti na vodu znečištěnou jedovatými látkami, ale svůj podíl na tom jistě má i ilegální lov pro vysoce ceněnou kožešinu a ztráta přirozeného biomu.
Dle Červeného seznamu IUCN z roku 2015 se globálně zatím jedná o téměř ohrožený druh a populace je hodnocena jako ubývající. V mnohých částech Evropy se však díky přísným záchranářským opatřením podařilo stav vydry říční znovu stabilizovat. V mnoha státech také platí přísná ochranářská opatření až dodnes a za jeho porušení se vybírají přísné pokuty. V evropské směrnici 92/43/EEC je zařazena v přílohách II a IV.
Ani České republice se nevyhnul vysoký pokles populací. Proto je podle vyhlášky MŽP č. 395/1992 Sb. zvláště chráněna jako silně ohrožený druh a ochrana se vztahuje i na její biotop. Mimo jiné je zakázán i její chov v zajetí a prodej. Jako příčina smrti se v poslední době nejčastěji objevuje zabití dopravními prostředky a pytláctví, neboť druh je v konfliktu se zájmem rybářů. Stát ale rybářům poskytuje náhradu škod na rybách. Ochranou vydry v Česku se zabývá mimo jiné Český nadační fond pro vydru. V roce 2009 byl Ministerstvem životního prostředí (MŽP) přijat Program péče pro vydru říční, který zahrnuje mj. sběr a analýzy uhynulých vyder.

## Odraz v kultuře
- V roce 2002 pro Českou televizi natočil režisér Václav Chaloupek večerníček o malé vydře – Vydrýsek.